# Krakatau Steel
Krakatau Steel (индон. Perusahaan Terbatas Krakatau Steel) — крупнейшая индонезийская сталелитейная компания. Располагается в Чилегоне, Бантен, неподалёку от Зондского пролива, где находится известный вулкан Кракатау.

## Описание
Компания была основана 31 августа 1970 года.
В настоящее время компания объединяет шесть заводов, включающих завод прямого получения железа, цеха по производству плоских и сортовых заготовок, станы горячей и холодной прокатки и проволочно-мелкосортный стан.
В 2011 году в компании работало более 8 тысяч человек.